# Deux Sous d'espoir
Pour plus de détails, voir Fiche technique et Distribution.
Deux Sous d'espoir (titre original : Due soldi di speranza) est un film italien réalisé par Renato Castellani, sorti en 1952.
Deux Sous d'espoir est le troisième opus de la trilogie du réalisateur consacrée aux gens de condition modeste dans l'Italie d'après-guerre, précédé de Sous le soleil de Rome en 1948 et de È primavera en 1950.

## Synopsis
Antonio Catalano, ayant terminé son service militaire, revient dans son village natal, à Cusano, dans les environs de Naples. Unique soutien de famille, il cherche un métier lui permettant de faire vivre sa mère et ses sœurs. Il s'amourache de Carmela, la fille de l'artificier du village, mais celui-ci le rejette parce qu'il le trouve trop pauvre. Une des sœurs d'Antonio est enceinte : le curé l'engage comme aide-sacristain afin qu'il puisse gagner l'argent de la dot. Pour augmenter ses revenus, Antonio colle, la nuit, des affiches du Parti communiste italien. Lorsque le curé découvre la nouvelle, il le licencie. Plus tard, le père de Carmela refuse le mariage d'Antonio et de sa fille Carmela. Il la renie. Antonio déshabille alors Carmela sur la place du village pour ne rien devoir au père. Pauvres, mais désormais unis, Antonio et Carmela affrontent l'avenir avec seulement « deux sous d'espoir ».

## Fiche technique
Sauf indication contraire, les informations mentionnées dans cette section peuvent être confirmées par la base de données cinématographiques IMDb,  présente dans la section « Liens externes ».
- Titre français : Deux Sous d'espoir
- Titre original : Due soldi di speranza
- Réalisation : Renato Castellani
- Assistants réalisateur : Giuliano Betti, Gabriele Palmieri, Marie-Claire Solleville
- Scénario : Renato Castellani, Titina De Filippo et Ettore Maria Margadonna
- Production : Sandro Ghenzi (en) et Antonio Roi
- Musique : Alessandro Cicognini
- Photographie : Arturo Gallea
- Cadreur : Armando Nannuzzi
- Montage : Jolanda Benvenuti (it)
- Pays de production :  Italie
- Format : Noir et blanc • 1,37:1 • Mono • 35 mm
- Durée : 110 minutes
- Date de sortie : 
  - Italie : 10 avril 1952
  - France : 5 mai 1952 (Festival de Cannes 1952) ; 23 juillet 1952 (sortie nationale)

## Distribution
| - Vincenzo Musolino : Antonio - Maria Fiore : Carmela - Filomena Russo : la mère d'Antonio - Luigi Astarita : Pasquale Artu - Luigi Barone : le prêtre - Carmela Cirillo : Giulia | - Felicità Lettieri : Signora Artu - Gina Mascetti (it) : Flora Angelini - Alfonso Del Sorbo : Sacrestano - Tommaso Balzamo : Luigi Bellomo - Anna Raiola : Signora Bellomo |

## Récompenses et distinctions
- Palme d'or au Festival de Cannes 1952, ex æquo avec Othello d'Orson Welles[2]
- Prix du jury OCIC au Festival de Cannes 1952

## Production
Le scénario est presque entièrement issu du témoignage de Vincenzo Musolino, interprète non professionnel, comme la plupart des autres acteurs du film. Selon Jean Gili, « Deux Sous d'espoir est né de la découverte par Castellani, au travers d'un jeune Napolitain faisant son service militaire à Rome (...), d'une humanité méridionale dont le seul espoir est de "survivre" sans autre ambition que ce vitalisme élémentaire fait d'insouciance du lendemain et de préoccupation des besoins immédiats. »
Marie-Claire Solleville, assistante de Castellani, décrit ainsi le village où a été tourné le film : « Les maisons sont des taudis, l'eau est très rare, les puits sont sales. Partout des cafards partout des poux, pas un gosse, pas un vieillard qui n'en ait à foison. »

## Analyse
« Deux Sous d'espoir n'est pas un film néoréaliste... mais une des comédies cinématographiques italiennes les mieux construites selon la tradition de la commedia dell'arte. (...) Il manque de l'attitude critique qui est le propre du néoréalisme : il est l'abandon enchanté à l'exubérance naturelle et innocente de la jeunesse », indique Luigi Chiarini. De fait, Renato Castellani « décrispe la difficile insertion sociale et affective d'un jeune démobilisé par le recours au comique, on emploie volontiers le terme de néoréalisme rose à propos de ce film », écrit Raphaël Bassan. Due soldi di speranza anticipe donc la fameuse série des Pain, amour... réalisée, un an plus tard, par Luigi Comencini.
Claudio Carabba note l'intérêt de Castellani pour cette population fruste et démunie de l'Italie rurale d'après-guerre : " L'Italie paysanne et doucement inexistante".
7 Claudio Carabbia : article de L'Europeo No 5/2002